# Erik Bergkvist (ingenjör)
Claes Erik Bergkvist, född 25 oktober 1915 i Ovansjö församling, Gävleborgs län, död 19 maj 1985 i Gävle Heliga Trefaldighets församling, var svensk ingenjör.
Efter studentexamen i Gävle 1935 utexaminerades Bergkvist från Kungliga Tekniska högskolan 1940. Han bedrev även specialstudier i Tyskland, Schweiz, Frankrike och Storbritannien. Han blev ingenjör vid Väg- och vattenbyggnadsstyrelsens brobyrå 1940, biträdande stadsingenjör i Gävle 1942 och var stadsingenjör där från 1948. Han var sakkunnig i ett flertal statliga och kommunala nämnder och styrelser. Han skrev artiklar inom geodesi och fotogrammetri samt i planläggnings- och fastighetsbildningsfrågor.